# پرچم بیرمنگام
پرچم بیرمنگام در ۱۰ مه ۱۹۷۷ پذیرفته شد.